# Samodães
Samodães est une paroisse civile portugaise (en portugais : freguesia) de la municipalité de Lamego dans le district de Viseu.

## Géographie
Samodães se trouve dans la vallée du Douro, fleuve qui marque la limite nord du territoire de la paroisse.

## Démographie
Lors du recensement de 2021, Samodães compte 172 habitants. C'est alors la paroisse la moins peuplée de la municipalité de Lamego.